# Pascal Maitre
Pascal Maitre (také Pascal Maître, * 1955, Buzançais) je francouzský fotograf a fotoreportér. Narodil se v roce 1955 ve francouzském Buzançais a žije v Paříži.

## Životopis
Pascal Maitre zahájil svou kariéru fotoreportéra v roce 1979 s časopisem Jeune Afrique. Více než 30 let fotografoval život lidí a přírodu ve více než 40 zemích Afriky, ale pracoval také v Afghánistánu, Jižní Americe a mnoha dalších regionech.
Jeho fotografie byly publikovány v GEO, Le Figaro, Newsweek, Life, National Geographic, Paris Match, L'Express, Stern, The New York Times Magazine a v mnoha dalších.

## Knihy
- 2000: My Africa
- 2001: Madagascar
- 2012: Amazing Africa
- 2017: Baobab – The Magic Tree

## Ocenění
- 1986 a 1987: World Press Photo Contest[3]
- 2010: Photojournalism National Magazine Award[4]
- 2011: La bourse FNAC d’aide à la creation photographique
- 2013: Prix International Planète Albert Khan[5]
- 2015: Lifetime Achievement Visa d'or Award od Le Figaro Magazine[6]